# 鳩岡
鳩岡（はとおか）は、愛知県名古屋市北区にある地名。住居表示未実施地区の鳩岡町1丁目と住居表示実施地区の鳩岡二丁目がある。

## 地理
名古屋市北区中央部に位置する。東は安井・金田町、西は萩野通、南は志賀町、北は川中町。かつては南から鳩岡町1丁目から2丁目があったが、2丁目が住居表示実施に伴い鳩岡二丁目となっている。そのため、鳩岡町は2丁目がなく、鳩岡一丁目も存在しない状態となっている。

## 歴史

### 町名の由来
現在の名古屋市立城北小学校のプール付近にあった高さ1メートルほどの塚に金の鳩が埋められているという伝説があったことから名付けられたという。この塚は学校建設の際に壊されており、中から骨の入った壷が出土したという。現在この壷は名古屋市博物館に保管されている。また、当地には多くの鳩がいたことから鳩岡と呼ばれるようになったという説もあるという。

### 沿革
- 1945年（昭和20年）1月1日 - 北区光音寺町の一部（字葭原・道下・五反田・鳩岡の各一部）・安井町の一部（字鰻田・前畑・金田・上鳩岡・蒲田の各一部）により北区鳩岡町として成立[2][3]。
- 1962年（昭和37年）5月1日 - 鳩岡団地内にスーパーマーケット「ユーアイストアー」が開業[4]。食料品問屋であった株式会社梅澤とデパートの大丸の共同出資により設置されたもので、その店名は梅澤の創始者である梅澤岩吉のイニシャルに由来しているという[4]。店舗は180坪あり、冷暖房完備、BGMが流されるなど、当時としては斬新な欧米式スーパーマーケットであった[4]。
- 1978年（昭和53年）11月26日 - 住居表示実施により鳩岡町2丁目の全部、萩野通2丁目・安井町1丁目・金田町1丁目の各一部をもって鳩岡二丁目が成立する[3]。

## 世帯数と人口
2019年（平成31年）1月1日現在の世帯数と人口は以下の通りである。
| 町丁・丁目 | 世帯数    | 人口    |
| ---------- | --------- | ------- |
| 鳩岡町     | 915世帯   | 2,046人 |
| 鳩岡二丁目 | 670世帯   | 1,389人 |
| 計         | 1,585世帯 | 3,435人 |

### 人口の変遷
国勢調査による人口の推移

#### 鳩岡町
| 1995年（平成7年）  | 1,986人 | [ WEB 5 ] |  |
| 2000年（平成12年） | 1,442人 | [ WEB 6 ] |  |
| 2005年（平成17年） | 1,998人 | [ WEB 7 ] |  |
| 2010年（平成22年） | 2,130人 | [ WEB 8 ] |  |
| 2015年（平成27年） | 2,113人 | [ WEB 9 ] |  |

#### 鳩岡二丁目
| 1995年（平成7年）  | 1,308人 | [ WEB 5 ] |  |
| 2000年（平成12年） | 1,317人 | [ WEB 6 ] |  |
| 2005年（平成17年） | 1,376人 | [ WEB 7 ] |  |
| 2010年（平成22年） | 1,444人 | [ WEB 8 ] |  |
| 2015年（平成27年） | 1,413人 | [ WEB 9 ] |  |

## 学区
市立小・中学校に通う場合、学校等は以下の通りとなる。また、公立高等学校に通う場合の学区は以下の通りとなる。なお、小学校は学校選択制度を導入しておらず、番毎で各学校に指定されている。
| 町丁・丁目 | 小学校                                      | 中学校               | 高等学校 |
| ---------- | ------------------------------------------- | -------------------- | -------- |
| 鳩岡町     | 名古屋市立城北小学校 名古屋市立東志賀小学校 | 名古屋市立北陵中学校 | 尾張学区 |
| 鳩岡二丁目 | 名古屋市立城北小学校                        | 名古屋市立北陵中学校 | 尾張学区 |

## 交通

### バス
- 名古屋市営バス（名古屋市交通局）
  - 城北小学校停留所[WEB 12]
    - 1番のりば - ■名駅13号系統（上飯田行）・□北巡回系統（右回り黒川行）
    - 4番のりば - ■幹栄1号系統（栄・西部医療センター行）・□黒川11号系統（黒川・博物館行）・□北巡回系統（右回り黒川行）

  - 鳩岡停留所[WEB 13]
    - アのりば - □北巡回系統（右回り黒川行）

### 道路
- 国道41号（名古屋高速1号楠線）

## 施設

### 鳩岡二丁目
- 名古屋市立城北小学校
- 興和名古屋工場
- 名古屋市鳩岡保育園

1970年（昭和45年）5月1日設置の名古屋市立保育園。
- 中央歯科産業
- 草川工業
- ミズノ名古屋支社
- 老人ホームハイリタイヤー金城
- 東海銀行城北支店（廃止）

1961年（昭和36年）7月24日、東海銀行光音寺支店が当地に移転し、城北支店と改称。

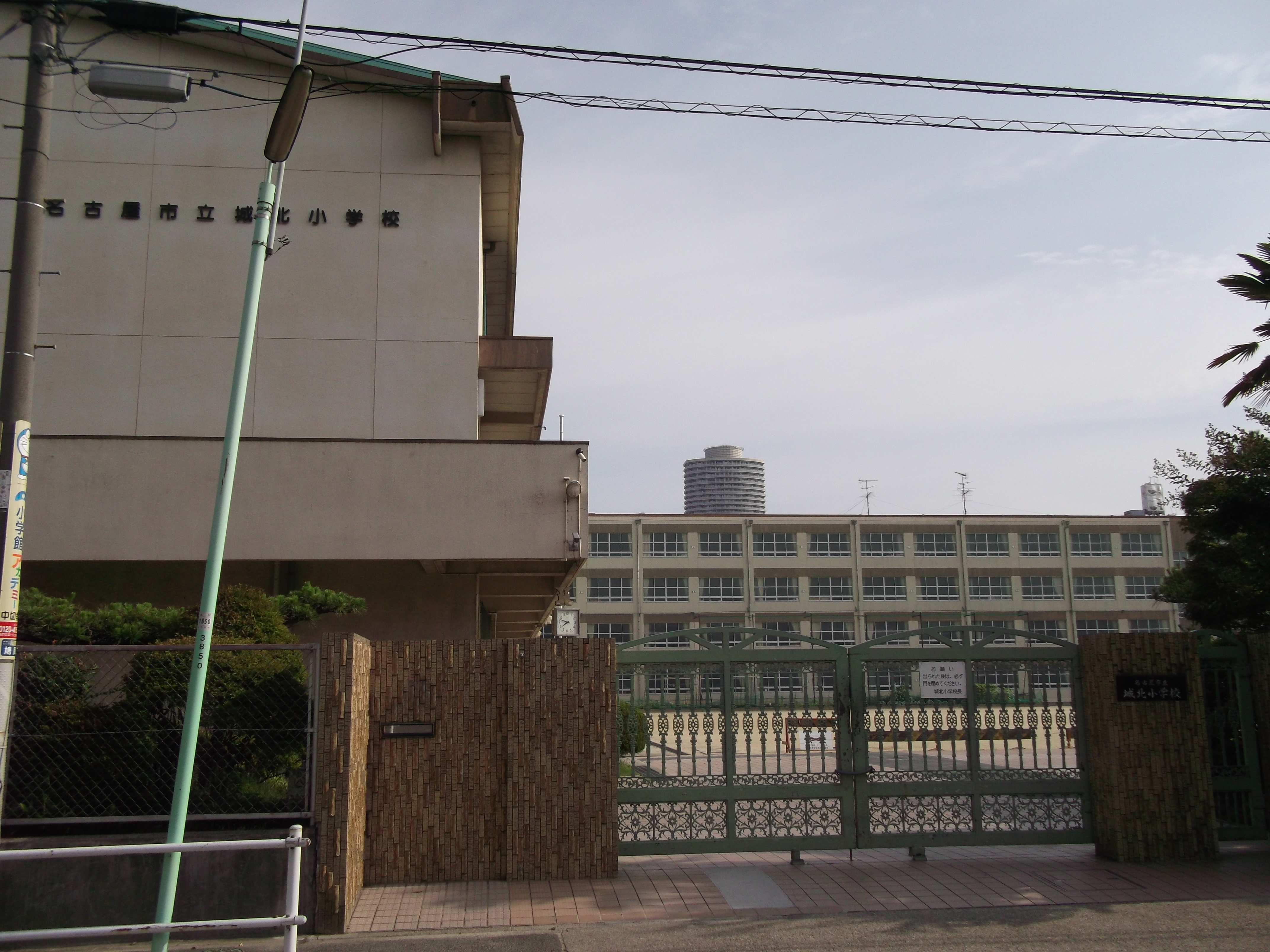
名古屋市立城北小学校（2013年6月）
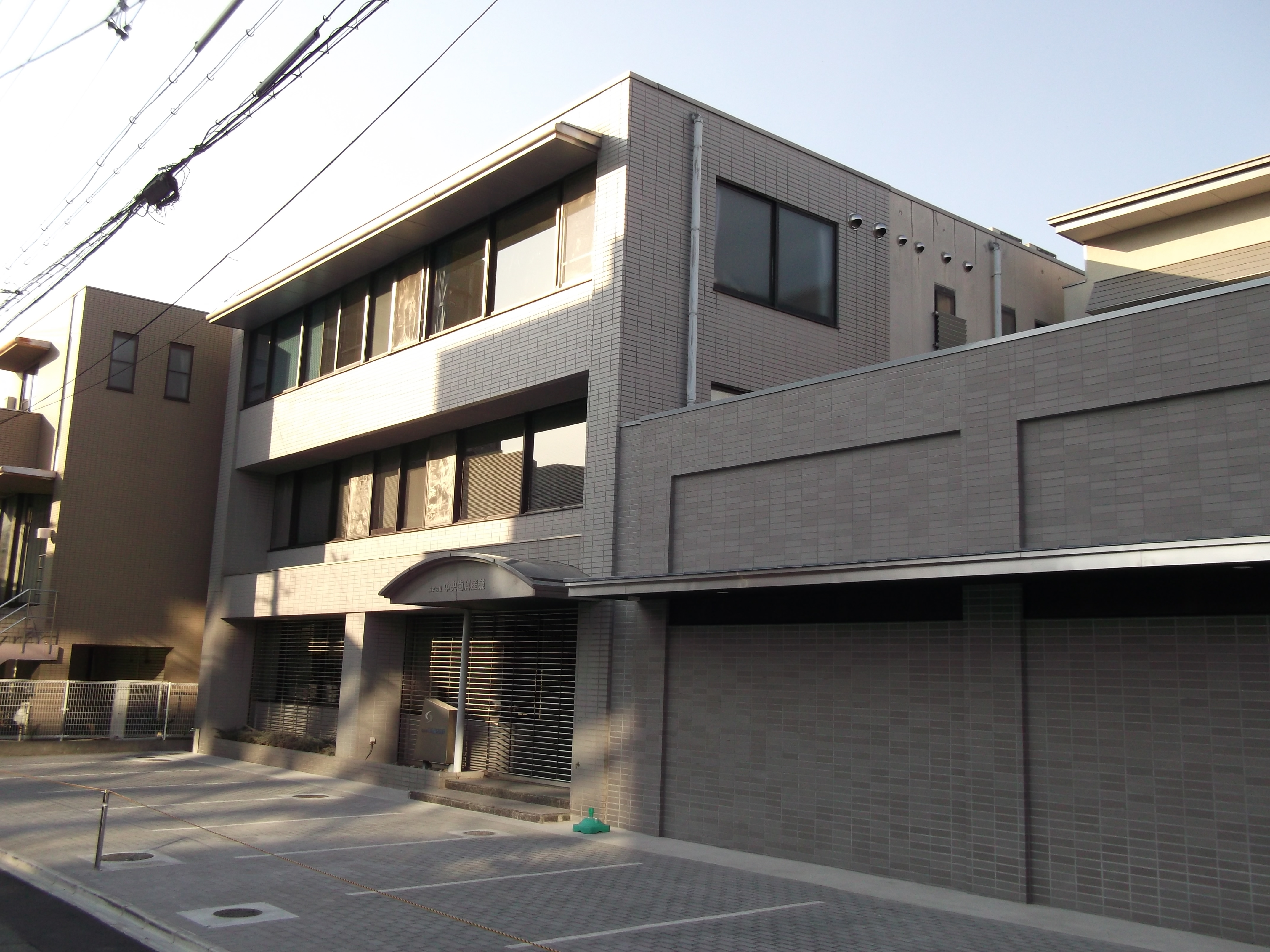
中央歯科産業本社（2015年1月）
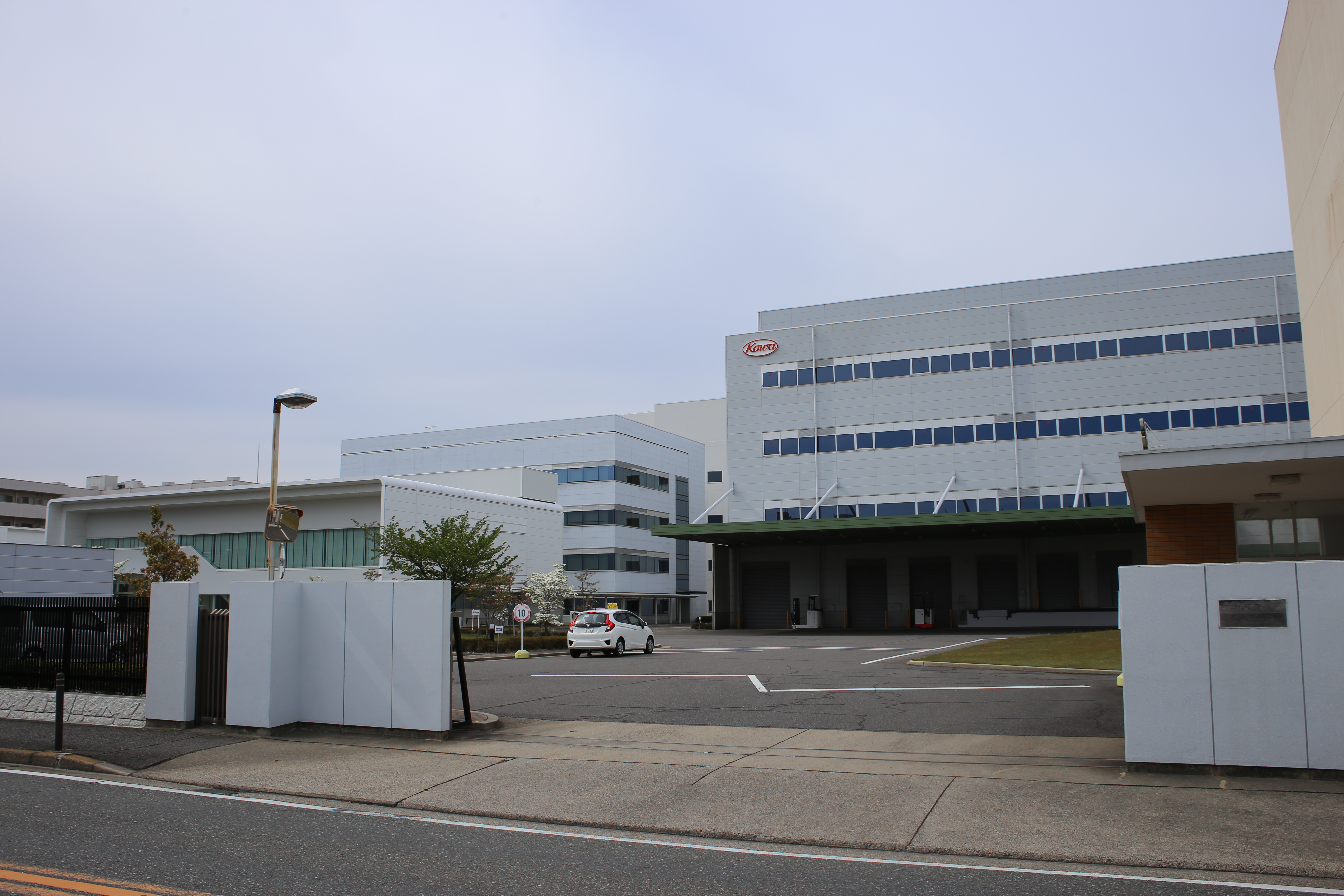
興和名古屋工場（2017年4月）
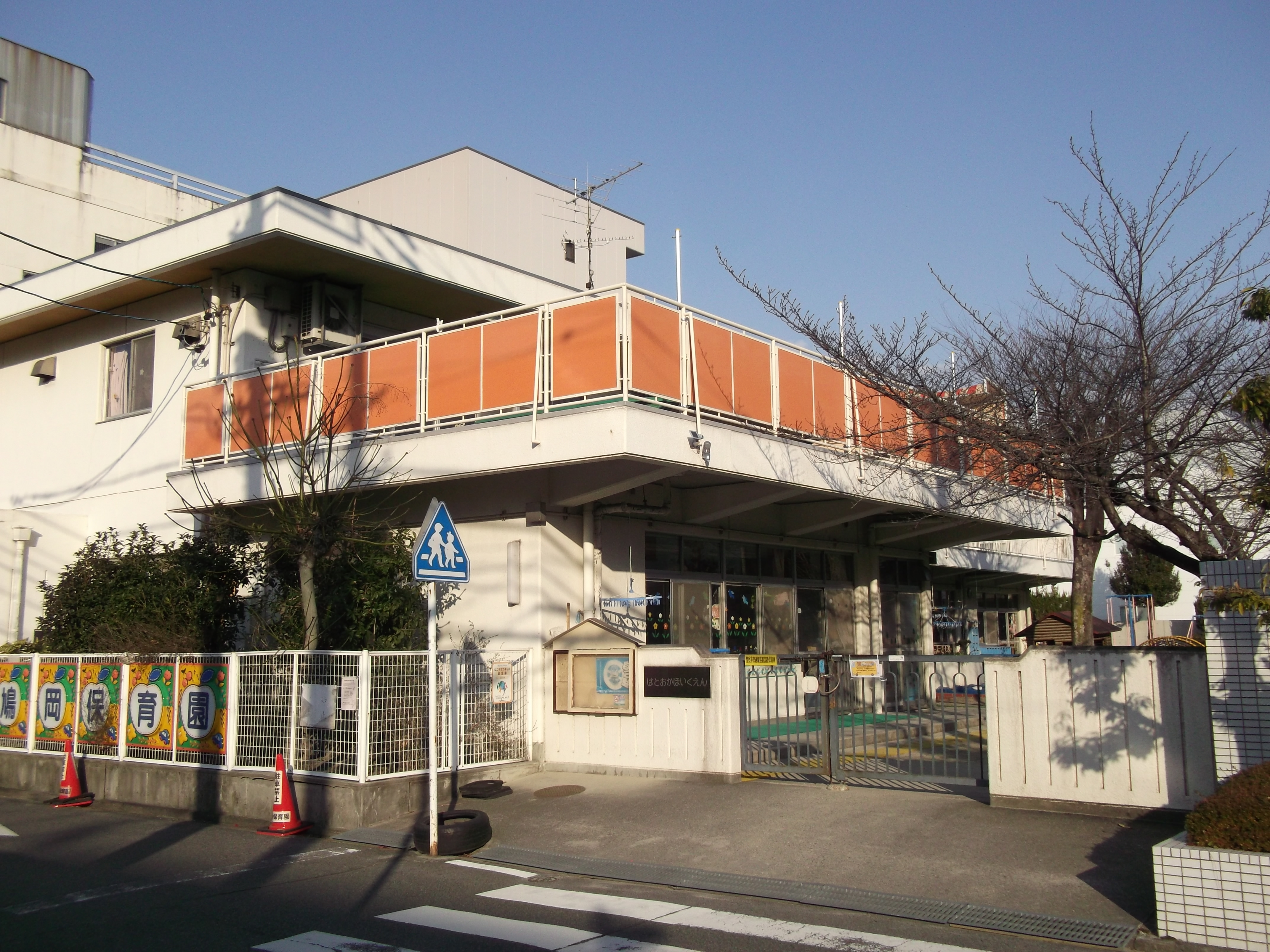
名古屋市立鳩岡保育園（2015年1月）

### 鳩岡町（1丁目）
- マックスバリュ鳩岡店
- 天理教白愛分教会
- 特別養護老人ホーム鳩の丘
- アーバンラフレ鳩岡
- 名古屋市立北保育園

1948年（昭和23年）4月1日設置の名古屋市立保育園。
- シティコーポ鳩岡
- 名古屋鳩岡郵便局
- 名古屋市交通局北営業所

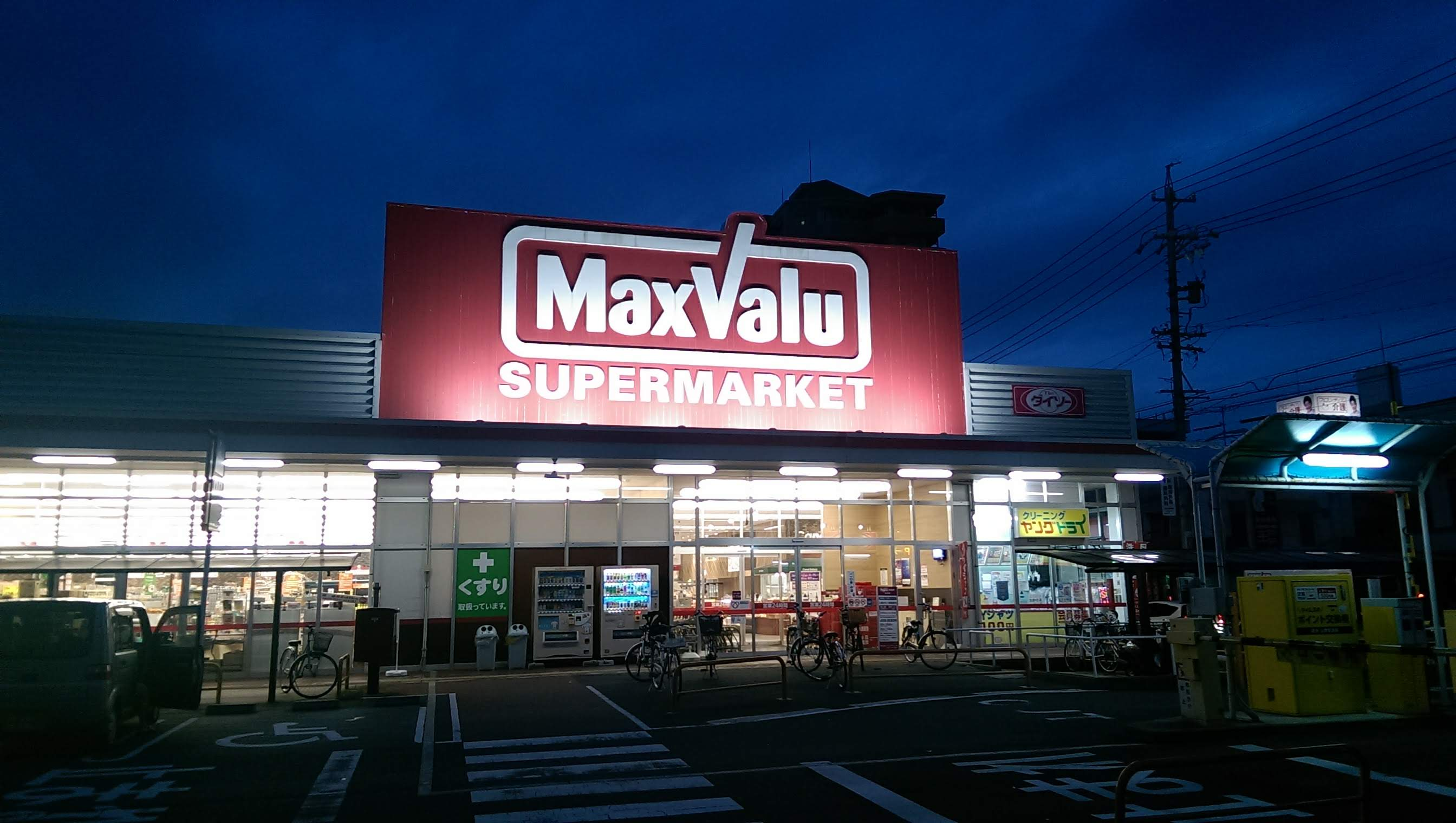
マックスバリュ鳩岡店（2018年9月）
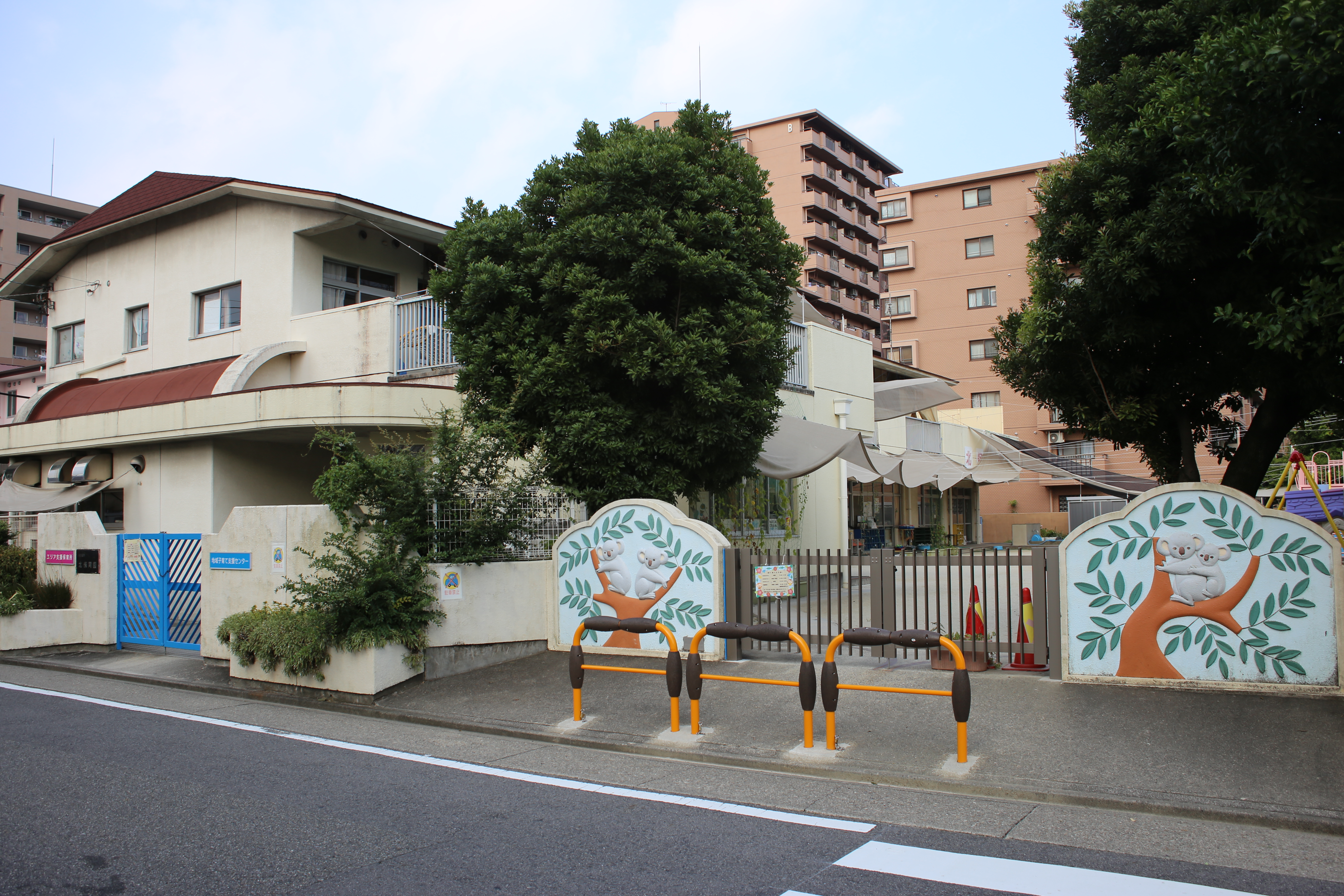
名古屋市立北保育園（2016年8月）
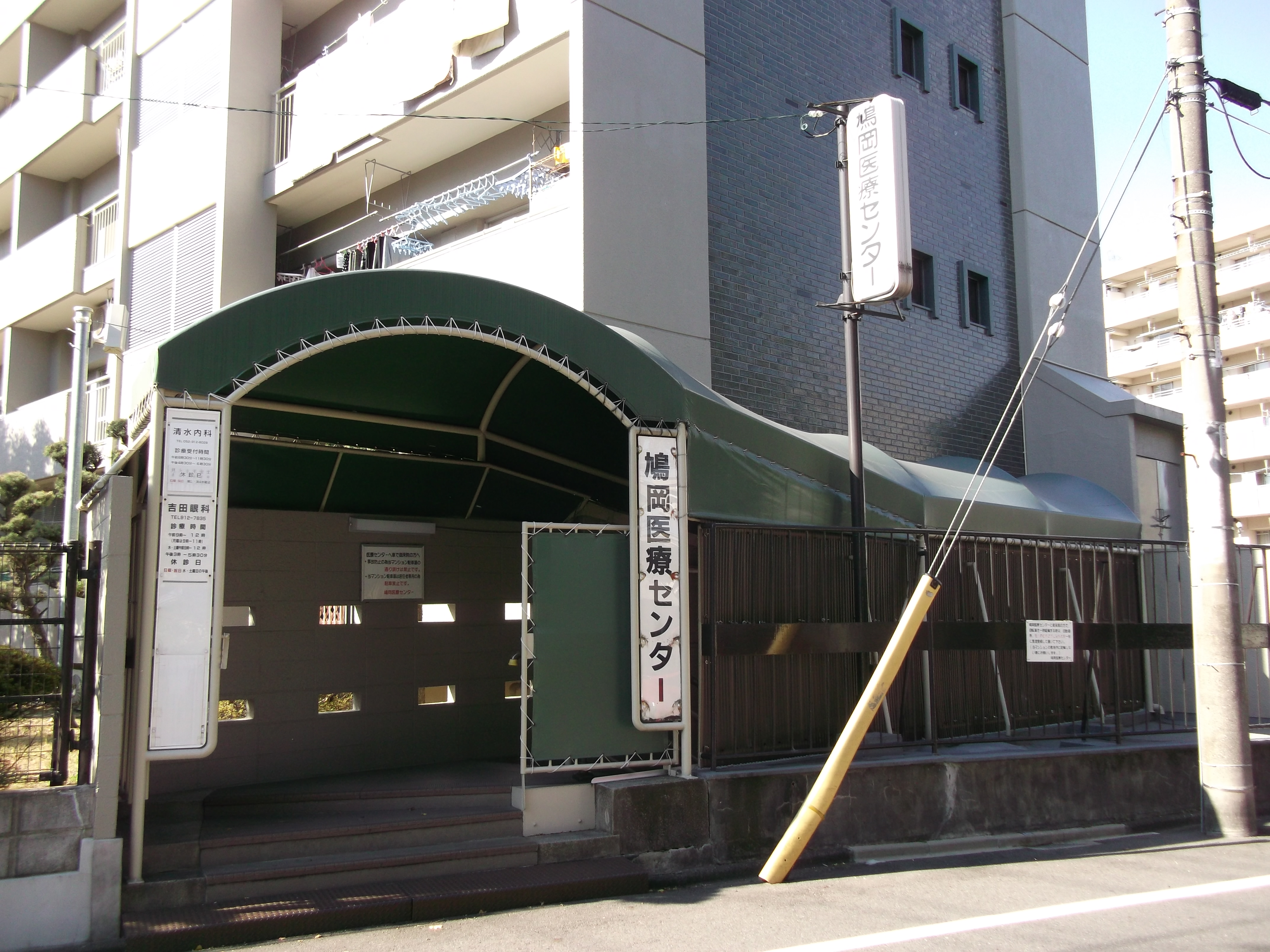
鳩岡医療センター（2014年11月）
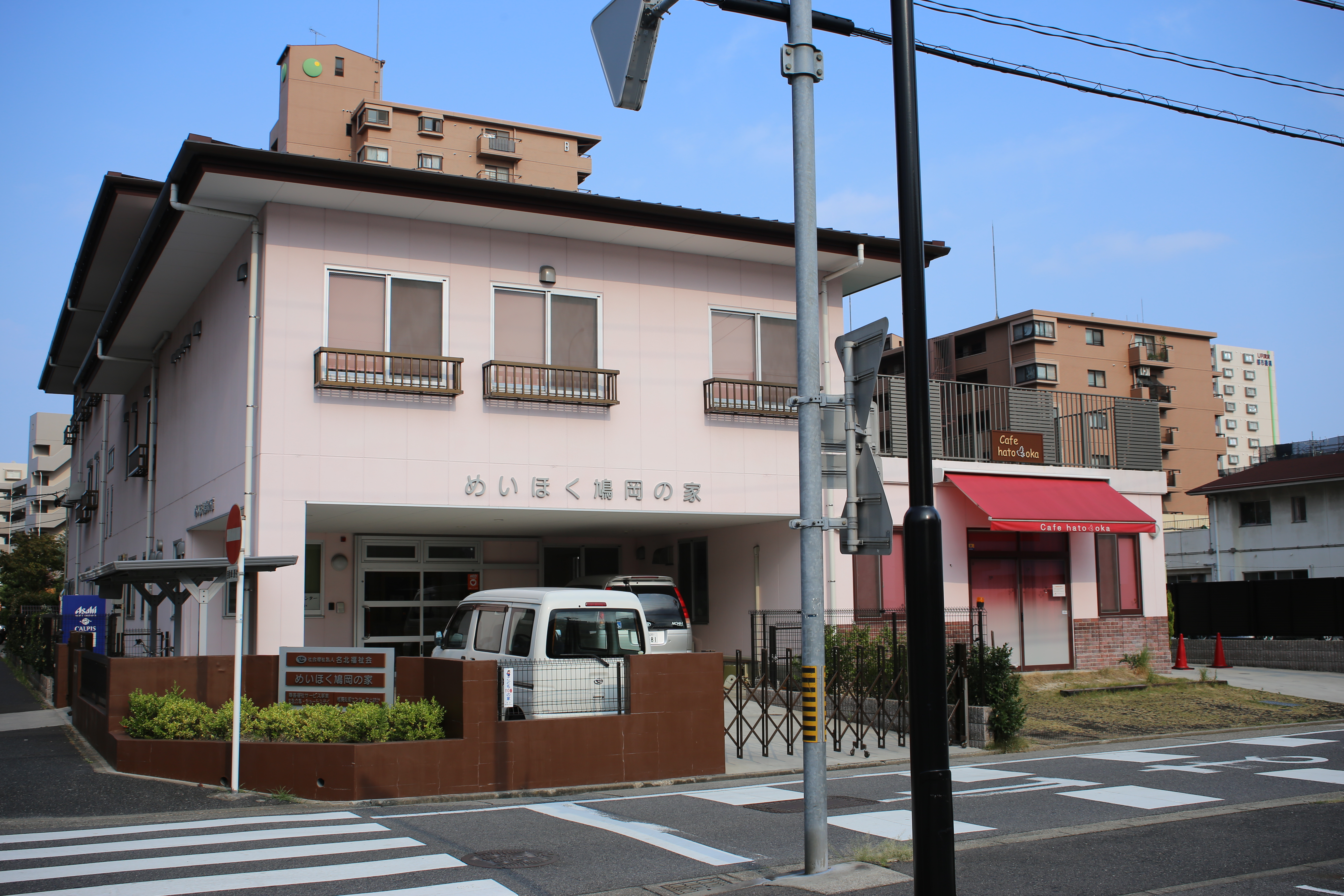
めいほく鳩岡の家（2016年8月）
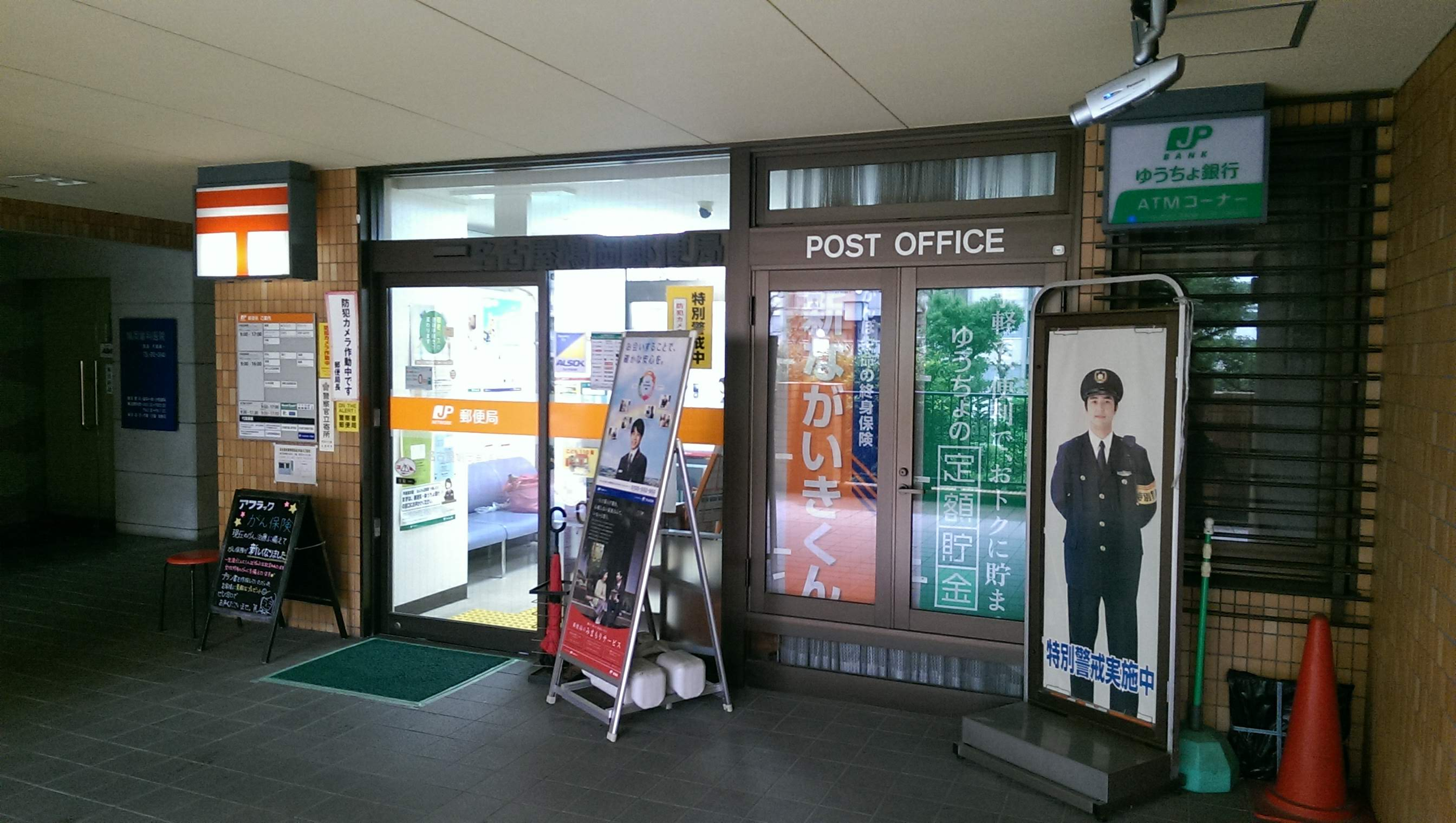
名古屋鳩岡郵便局（2018年10月）

## その他

### 日本郵便
- 集配担当する郵便局は以下の通りである[WEB 14]。

| 町丁   | 郵便番号 | 郵便局         |
| ------ | -------- | -------------- |
| 鳩岡   | 462-0024 | 名古屋北郵便局 |
| 鳩岡町 | 462-0025 | 名古屋北郵便局 |

#### WEB
1. 1 2  “町・丁目(大字)別、年齢(10歳階級)別公簿人口(全市・区別)”.   名古屋市 (2019年1月23日). 2019年1月23日閲覧。
2. 1 2  “郵便番号”.  日本郵便. 2019年1月6日閲覧。
3. 1 2  “郵便番号”.  日本郵便. 2019年1月6日閲覧。
4. ↑  “市外局番の一覧”.   総務省. 2019年1月6日閲覧。
5. 1 2  総務省統計局 (2014年3月28日). “平成7年国勢調査の調査結果(e-Stat) - 男女別人口及び世帯数 －町丁・字等” (CSV). 2019年4月27日閲覧。
6. 1 2  総務省統計局 (2014年5月30日). “平成12年国勢調査の調査結果(e-Stat) - 男女別人口及び世帯数 －町丁・字等” (CSV). 2019年4月27日閲覧。
7. 1 2  総務省統計局 (2014年6月27日). “平成17年国勢調査の調査結果(e-Stat) - 男女別人口及び世帯数 －町丁・字等” (CSV). 2019年4月27日閲覧。
8. 1 2  総務省統計局 (2012年1月20日). “平成22年国勢調査の調査結果(e-Stat) - 男女別人口及び世帯数 －町丁・字等” (CSV). 2019年4月27日閲覧。
9. 1 2  総務省統計局 (2017年1月27日). “平成27年国勢調査の調査結果(e-Stat) - 男女別人口及び世帯数 －町丁・字等” (CSV). 2019年4月27日閲覧。
10. ↑  “市立小・中学校の通学区域一覧”.   名古屋市 (2018年11月10日). 2019年1月14日閲覧。
11. ↑  “平成29年度以降の愛知県公立高等学校（全日制課程）入学者選抜における通学区域並びに群及びグループ分け案について”.   愛知県教育委員会 (2015年2月16日). 2019年1月14日閲覧。
12. ↑  名古屋市交通局. “なごや地図ナビ 城北小学校”. 2014年2月20日閲覧。
13. ↑  名古屋市交通局. “なごや地図ナビ 鳩岡”. 2014年2月20日閲覧。
14. ↑  郵便番号簿 平成29年度版 - 日本郵便. 2019年01月06日閲覧 (PDF)

#### 書籍
1. ↑  名古屋市北区役所市民室 1979, p. 23.
2. ↑  名古屋市北区役所市民室 1979, p. 64.
3. 1 2  名古屋市北区役所市民室 1979, p. 65.
4. 1 2 3  中部飲食料新聞社・食料ジャーナル・名古屋文化センター, ed (1981-11-20). 中部の食品業界百年史. 中部食料品問屋連盟・愛知海苔問屋協同組合・名古屋乾栄会. p. 334
5. 1 2  名古屋市子ども青少年局子育て家庭部保育課 2007, p. 90.
6. ↑  株式会社東海銀行行史編集委員会 1982, p. 538.